# Astrium
Astrium era un'azienda aerospaziale del gruppo EADS dedicata ai sistemi e servizi spaziali in ambito civile e militare. Nel 2008 Astrium ha fatturato 4,3 miliardi di euro. I suoi 15.000 dipendenti sono distribuiti in Francia, Germania, Regno Unito, Spagna e Stati Uniti.
Nel tardo 2013 il gruppo EADS è stato rivoluzionato: l'azienda madre è stata ribattezzata Airbus Group e Astrium è diventata Airbus Defence and Space.

## Aree di attività
Astrium aveva 3 aree principali di attività:
- EADS Astrium Satellites satelliti e stazioni di terra (Rosetta)
- EADS Astrium Space Transportation lanciatori e infrastrutture orbitali (ATV)
- EADS Astrium Services sviluppo di servizi per satelliti (Paradigm Services)

## Storia dell'azienda
Nel giugno del 2006 EADS Astrium, EADS Space Transportation e EADS Space Services si fusero in una singola azienda: EADS SPACE. Il mese successivo EADS annunciò che le aziende appena fuse sarebbero state rinominate "ASTRIUM - an EADS company". 
A dicembre dello stesso anno fu svelato il logo dell'azienda con un annuncio da parte dell'Amministratore Delegato che la divisione spazio si sarebbe chiamata "EADS Astrium".